# Valley Park (Missouri)
Valley Park est une ville du Missouri, dans le comté de Saint Louis. 